# Franko Kölnski
Franko Kölnski, znan tudi kot Franko Tevtonec, je bil pomemben glasbeni teoretik s konca 13. stoletja. Njegovo najpomembnejše delo je razprava Ars cantus mensurabilis (Poučevanje menzuralnega petja), napisana med letoma 1260 in 1280, ki poučuje menzuralno notacijo. 
O njegovem življenju je malo znanega. Nekaj biografskih podatkov vsebujeta dva osmih ohranjenih rokopisov njegove razprave. V prvem se avtor imenuje magister Franko iz Pariza. V drugem je opisan kot duhovnik in preceptor reda sv. Janeza v Kölnu, vendar teh podatkov ni mogoče preveriti. Ti nazivi bi mu vsekakor prinesli velik ugled tako v univerzitetnih kot v cerkvenih krogih. 
Jakob iz Lièga ga opisuje tudi kot skladatelja, vendar se njegove skladbe niso ohranile. 